# Robert Seifert (Landrat)
Robert Seifert (* 7. Juni 1891 in Hilders; † 9. April 1963 in Gammertingen) war ein deutscher Politiker der Zentrumspartei.

## Leben
Robert Seifert wurde am 7. Juni 1891 in Hilders, Kreis Fulda, geboren. Am 5. Dezember 1924 erhielt er die kommissarische Leitung des Oberamts Sigmaringen übertragen. Mit der Bildung des Kreises Sigmaringen zum 9. Oktober 1925 wurde der promovierte Robert Seifert zum Landrat des Kreises Sigmaringen in der preußischen Provinz Hohenzollerische Lande ernannt. Als solcher war er bis zum 30. November 1945 tätig. 1933 schloss er sich dem NSKK an, zum 1. Mai 1937 war er der NSDAP beigetreten. 1946 wurde er in die Landesdirektion des Inneren des Landes Württemberg-Hohenzollern in Tübingen berufen. Vom 9. Januar 1950 bis 14. Mai 1952 war er beim Innenministerium Württemberg-Hohenzollern als Vorsitzender des zweiten Beschwerdeausschusses beim Landesamt für Soforthilfe in Tübingen eingesetzt. Vom 15. Mai 1952 bis zu seiner Pensionierung am 30. November 1955 war Seifert bei der Bezirksregierung in Aachen in verschiedenen Dezernaten tätig. Am 9. April 1963 ist er im damaligen Kreisaltersheim in Gammertingen gestorben.
Sein Sohn ist Ansgar Seifert, ehemaliger Ministerialdirektor des Kultusministerium im Land Baden-Württemberg.
Er war seit 1912 Mitglied der katholischen Studentenverbindung K.D.St.V. Rheno-Franconia München.

## Ehrungen
In Gammertingen wurde nach Landrat Robert Seifert eine Straße benannt, die Robert-Seifert-Straße. Des Weiteren wurde für ihn ein Denkmal eingerichtet.